# CBS電視城
CBS電視城（CBS Television City）是美國洛杉磯的一處電視攝影棚建築群，位於比佛利大道7800號，設計者是建築師威廉·佩特拉。CBS電視城是CBS在南加州的兩處攝影棚之一，另一處是位於攝影棚城的CBS攝影棚中心。CBS電視城開業於1952年11月16日。

## 外部連結
- 官方網站（页面存档备份，存于）